# Resurrección
A resurrección (帰刃 (レスレクシオン); reszurekusion; Hepburn: resurekushion) az arrancarok egyik technikája a Bleach című mangában és animében.
Mikor egy lidérc (hollow) spontán vagy mesterséges úton arrancarrá változik, emberi alakot vesz fel, letörik a maszkjának egy része és szert tesz egy zanpakutóra. Azonban a halálistenekkel ellentétben a zanpakutója nem a lelkének egy darabja, hanem az eredeti lidérc-erejének elzárt formája. A resurrección az a folyamat, mikor ezt az elzárt erőt kiengedi, ezáltal eredeti külsejét részben visszaszerzi és újra képes használni erejét és képességeit. Ez bizonyos elemeiben hasonlít a halálistenek zanpakutóinak sikai képességére. Az előhívása is hasonló: az egyedi kiengedési parancs és azt követően az adott kard neve. A parancs ebben az esetben is egy felszólító módban lévő szó vagy rövid mondat, ami utalhat az eredeti képességre. A resurrección nevét a mangában kétféleképpen adják meg: kandzsival és katakanával, ami utóbbi mindig egy spanyol kifejezésből ered. A kettő jelentése nem teljesen ugyanaz, és a kiejtés a katakana szerint történik.
Az arrancarrá változással egy lidérc jelentősen erősebb is lesz, különösen a mesterségesen létrehozottak. Tehát a resurrecciónt használva egy arrancarnak nagyobb ereje lesz, mint amekkora még lidércként volt neki. A legerősebb arrancarok ereje olyan nagy, hogy bizonyos technikák használatát korlátozni kellett. Las Noches falain belül két dolog tiltott: Gran Ray Cero-t használni, továbbá a 4. espadának és a rangban fölötte állóknak kiengedni az erejüket, mivel ezek a dóm összeomlását okozhatják. Aközött is nagy különbség lehet, hogy az egyes arrancarok mekkora erőtöbbletet szereznek az erejük kiengedése által. Például Yammy Rialgo annyival erősebb lesz, hogy a száma resurrección közben 10-ről 0-ra változik, felfedve valódi rangját az espada-k között.
Az arrancar a resurreción használata után képes visszaváltozni „emberi” alakba, és újra elzárhatja erejét a zanpakutójába. Azonban ha az resurrección során visszakapott teste egy részét eldobja és nem zárja vissza, akkor azt már véglegesen elveszíti, mintha letépték volna egy végtagját. A resurrección előhívásával a korábban szerzett sérülések begyógyulnak.
Az arrancarok között egyedinek számít, hogy Coyote Starrk és Lilynette Gingerbuck egybeolvadnak, mikor kiengedik közös erejüket. Ez azért lehetséges, mert eredetileg ők ketten egyazon lélek voltak, csak később, az arrancarrá válásukkor váltak szét.
A resurrecciónnak lehetséges egy második szintjét is elérni, de ezidáig ezt csak Ulquiorra Cifer-nél lehetett megfigyelni, és saját állítása szerint ő az egyetlen aki képes rá az espadak között.
További erő és képességek megszerzése érdekében mesterséges beavatkozással módosítani is lehet az egyes arrancarokat. Erre az egyedüli példa Wonderweiss Margera.
A resurrecciónra képes lehet egy lidérc-erőre szert tett halálisten is (vaizard). Ez még csak Tószen Kaname esetében volt látható, és még nem derült ki, hogy mások mennyiben lehetnek képesek ugyanerre.

## Az ismert resurrecciónok listája
| Arrancar                              | Kiengedési parancs              | Resurrección                | Resurrección       |
| Arrancar                              | Kiengedési parancs              | Spanyol                     | Kandzsi            |
| Espada                                | Espada                          | Espada                      | Espada             |
| ------------------------------------- | ------------------------------- | --------------------------- | ------------------ |
| Yammy Llargo                          | Bucsikirero (ブチ切れろ)        | Ira                         | 憤獣               |
| Coyote Starrk és Lilynette Gingerbuck | Kecsirasze (蹴散らせ)           | Los Lobos                   | 群狼               |
| Baraggan Louisenbairn                 | Kucsiro (朽ちろ)                | Arrogante                   | 髑髏大帝           |
| Tier Harribel                         | Ute (討て)                      | Tiburón                     | 皇鮫后             |
| Nelliel Tu Odelschwanck               | Utae (謳え)                     | Gamuza                      | 羚騎士             |
| Ulquiorra Cifer                       | Tozasze (鎖せ)                  | Murciélago                  | 黒翼大魔           |
| Ulquiorra Cifer                       | -                               | Resurrección: Segunda Etapa | 刀剣解放第二階層   |
| Nnoitra Gilga                         | Inore (祈れ)                    | Santa Teresa                | 聖哭螳螂           |
| Grimmjow Jaegerjaquez                 | Kisire (軋れ)                   | Pantera                     | 豹王               |
| Grimmjow Jaegerjaquez                 | Vicsordulj                      | Pantera                     | 豹王               |
| Luppi Antenor                         | Kubire (縊れ)                   | Trepadora                   | 蔦嬢               |
| Luppi Antenor                         | Fojtogass                       | Trepadora                   | 蔦嬢               |
| Zommari Rureaux                       | Sizumare (鎮まれ)               | Brujería                    | 呪眼僧伽           |
| Szayelaporro Granz                    | Szuszure (啜れ)                 | Fornicarás                  | 邪淫妃             |
| Aaroniero Arruruerie                  | Kuicukusze (喰い尽くせ)         | Glotonería                  | 喰虚               |
| Aaroniero Arruruerie                  | Nyeld el őt                     | Glotonería                  | 喰虚               |
| Privaron Espada                       |                                 |                             |                    |
| Dordoni Alessandro Del Socacchio      | Mavare (旋れ)                   | Giralda                     | 暴風男爵           |
| Dordoni Alessandro Del Socacchio      | Perdülj                         | Giralda                     | 暴風男爵           |
| Cirucci Sanderwicci                   | Kakkire (掻っ切れ)              | Golondrina                  | 車輪鉄燕           |
| Cirucci Sanderwicci                   | Hasíts                          | Golondrina                  | 車輪鉄燕           |
| Gantenbainne Mosqueda                 | -                               | Dragra                      | 龍拳               |
| Fracción                              |                                 |                             |                    |
| Abirama Redder                        | Itadaki o kezure (頂を削れ)     | Águila                      | 空戦鷲             |
| Charlotte Chuhlhourne                 | Kirameke (煌めけ)               | Reina De Rosas              | 宮廷薔薇園ノ美女王 |
| Findorr Calius                        | Minamo ni Kizame (水面に刻め)   | Pinza Aguda                 | 蟄刀流断           |
| Choe Neng Poww                        | Ibuke (気吹け)                  | Calderón                    | 巨腕鯨             |
| Ggio Vega                             | Kuicsigire (食い千切れ)         | Tigre Estoque               | 虎牙迅風           |
| Nirgge Parduoc                        | Fumicubusze (踏み潰せ)          | Mamut                       | 巨象兵}            |
| Emilou Apacci                         | Cukiagero (突き上げろ)          | Cierva                      | 碧鹿闘女           |
| Franceska Mila Rose                   | Kuicsirasze (喰い散らせ)        | Leona                       | 金獅子将           |
| Cyan Sung-Sun                         | Simekorosze (絞め殺せ)          | Anaconda                    | 白蛇姫             |
| Tesra Lindocruz                       | Ucsifuszero (打ち伏せろ)        | Verruga                     | 牙鎧士             |
| Shawlong Koufang                      | Tate (裁て)                     | Tijereta                    | 五鋏蟲             |
| Shawlong Koufang                      | Szelj                           | Tijereta                    | 五鋏蟲             |
| Edrad Liones                          | Okiro (熾きろ)                  | Volcanica                   | 火山獣             |
| Edrad Liones                          | Törj ki                         | Volcanica                   | 火山獣             |
| Yylfordt Granz                        | Cukikudake (突き砕け)           | Del Toro                    | 蒼角王子           |
| Yylfordt Granz                        | Nyársald fel                    | Del Toro                    | 蒼角王子           |
| Egyéb                                 |                                 |                             |                    |
| Rudbornn Chelute                      | Oiagare (生い上れ)              | Árbol                       | 髑髏樹             |
| Loly Aivirrne                         | Dokusze (毒せ)                  | Escolopendra                | 百刺毒娼           |
| Wonderweiss Margela                   | -                               | Extinguir                   | 滅火皇子           |
| Tószen Kaname                         | Suzumushi Hyakushiki (鈴虫百式) | Grillar Grillo              | 狂枷蟋蟀           |
| Csak az animében szereplő             |                                 |                             |                    |
| Klónozó arrancar                      | Kamikudake (噛み砕け)           | Dientes                     | -                  |
| Klónozó arrancar                      | Roppants                        | Dientes                     | -                  |
| Patros                                | Kegarejo (汚れよ)               | Gerifalte                   | -                  |
| Patros                                | Szennyezz                       | Gerifalte                   | -                  |
| Menis                                 | Szasze (刺せ)                   | Erizo                       | -                  |
| Menis                                 | Karmolj                         | Erizo                       | -                  |
| Aldegor                               | Kakare (掛かれ)                 | Jabalí                      | -                  |
| Aldegor                               | Keményedj                       | Jabalí                      | -                  |
| Csak videójátékban szereplő           |                                 |                             |                    |
| Arturo Plateado                       | -                               | Fénix                       | 不滅王             |
| Amacuki Banszui                       | Reap                            | Segador Severo              | -                  |